# Askola (Finland)
Askola is een gemeente in het Finse landschap Uusimaa. De gemeente ligt aan de Porvoonjoki, heeft een landoppervlakte van 212,44 km² en telt 4.763 inwoners (2022).
Bij Askola bevindt zich de grootste groep gletsjerketels van Finland, die in 1950 werden ontdekt.

## Geboren in Askola
- Johannes Linnankoski (1869), schrijver

Askola · Espoo · Hanko · Helsinki · Hyvinkää · Ingå · Järvenpää · Karkkila · Kauniainen · Kerava · Kirkkonummi · Lapinjärvi · Lohja · Loviisa · Myrskylä · Mäntsälä · Nurmijärvi · Pornainen · Porvoo · Pukkila · Raseborg · Sipoo · Siuntio · Tuusula · Vantaa · Vihti
Voormalige gemeenten:
Bromarv · Degerby · Ekenäs · Ekenäs landskommun · Haaka · Huopalahti · Hyvinkään maalaiskunta · Karis · Karjalohja · Kulosaari · Liljendal · Lohjan kunta · Nummi · Nummi-Pusula · Oulunkylä · Pernå · Ruotsinpyhtää · Sammatti · Snappertuna · Tenala